# Orcasitas
Orcasitas es un barrio de Madrid (España), situado en el distrito de Usera. Cuenta con una extensión de poco más de un kilómetro cuadrado (110 hectáreas), y una población de unos 22 500 habitantes. Limita al norte con la avenida de los Poblados, al oeste con la A-42, al este con el barrio de Orcasur y al sur con la M-40.

## Historia
La familia Orcasitas, propietaria mayoritaria de los terrenos, da nombre a una zona donde se asienta mano de obra inmigrante entre 1940 y 1960, procedente fundamentalmente de La Mancha, Andalucía y Extremadura. Terrenos que el Plan Bidagor califica de zona verde, agropecuarios o con tolerancia de pequeña industria, y que se parcelan gradualmente para la construcción de asentamientos marginales sin base legal alguna. Los terratenientes mantienen la posesión de grandes parcelas próximas a las vías de comunicación y de los viales de acceso a las nuevas propiedades.

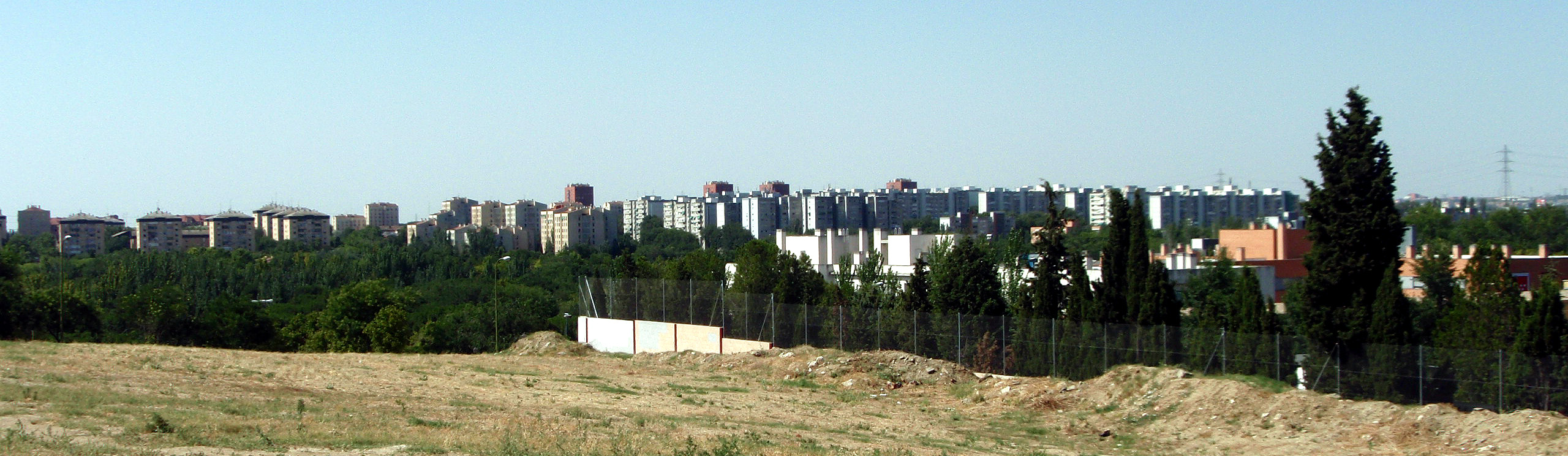
Orcasitas visto desde el límite norte del parque de Pradolongo en el distrito de Usera.

Debido a que la ciudad de Madrid no era capaz de absorber la gran cantidad de personas que se incorporaban a su población, la ausencia de vivienda constituyó un grave problema para las instituciones de la época. Esta carencia generó el auge de la autoconstrucción en la forma de chabolismo, con tipologías toscas de carácter rural.
A mediados de los años sesenta, germinó en el barrio un movimiento social que en los setenta se concreta en torno a la Asociación Vecinal de Orcasitas, que actúa como voz vecinal del barrio. Es un momento clave ya que se vislumbra el final de la dictadura franquista y la vecindad de Orcasitas constituida en Asociación -dadas las múltiples carencias del barrio- reivindica mejoras en las condiciones de vida y avances en el proceso democrático. A partir de ese momento, Orcasitas, carente inicialmente de los más elementales servicios e infraestructuras urbanas, poco a poco se va dotando de unas mínimas instalaciones de agua, alcantarillado, electricidad, viario, etcétera.
En 1971 se redactó por la Gerencia de Urbanismo un Plan Parcial de Ordenación Urbana, que aunque preveía la reordenación mediante actuación fraccionada, facilitando la urbanización y el realojo en el sector, beneficiaba a los grandes propietarios, en especial a María Orcasitas, en contra de los pequeños a quienes no se garantiza la obtención de suelo para la ejecución de sus viviendas, al imponerse la expropiación como sistema de actuación. Tras un largo proceso promovido por la Asociación Vecinal, en 1977 el Supremo asumió sus peticiones permitiéndoles establecer las pautas para la remodelación.
El movimiento vecinal de Orcasitas consiguió el derecho de los habitantes de Orcasitas, tanto chabolistas como ocupantes de las ya muy deterioradas viviendas públicas, a seguir residiendo en el barrio en nuevas viviendas construidas por el Estado y convenientemente dotadas.La sentencia del Tribunal Supremo de 16 de junio de 1977, muy famosa por su enorme alcance, pasará a la historia como la "memoria vinculante". La sentencia dio un giro a la jurisprudencia anterior, reconociendo el carácter vinculante de la memoria del plan urbanístico. Esa memoria que señalaba que el destino de la urbanización era el realojo de los chabolistas tenía carácter obligatorio y fue esa doctrina progresista la que permitió a la vecindad que crearon el barrio volver a reunirse en un nuevo barrio de Orcasitas renovado.La lucha vecinal obligó a las autoridades a abordar el problema de la vivienda, poniendo en marcha diferentes dispositivos de construcción de vivienda pública como los Poblados Dirigidos, Mínimos, de Absorción y Agrícolas, todos ellos representados en Orcasitas.
La vecindad de Orcasitas logró una importante victoria contra la especulación inmobiliaria construyendo el primer barrio participativo de Madrid. El proceso de construcción del barrio fue tan participado que la vecindad decidió en Asambleas hasta el color de los ladrillos de sus futuras casas. Gracias a su lucha consiguieron un barrio muy bien dotado, con grandes avenidas, numerosos jardines, espacios para participar y un urbanismo saludable. Fue una experiencia que puso de manifiesto la importancia de la participación vecinal para lograr frenar la especulación y hacer barrios habitables.
Durante los años ochenta se culminó el Programa de Remodelación de los Barrios, convirtiéndose Orcasitas en un modelo de transformación del espacio urbano expresión de las demandas ciudadanas. La crisis industrial, sin embargo, afectó a su población, en especial a los jóvenes, registrándose las más elevadas tasas de paro de la región madrileña. La crisis también se manifestó en el enorme impacto de la heroína, que acabó desarticulando a toda una generación de jóvenes orcasiteños. Se produce un declive de la cultura obrera de barrio.
En los años noventa, Orcasitas comenzó a salir de la crisis de valores. Algunos jóvenes de la generación de los noventa comienzan a involucrarse con el barrio. Esto dará sus frutos con el nuevo milenio. Así en el año 2004 se llevó a cabo el proyecto Activa Orcasitas, que dio lugar al primer Pacto Ciudadano logrado con éxito en la ciudad de Madrid. Miles de vecinas y vecinos participaron en un plan que ha marcado un nuevo hito en la Participación Ciudadana madrileña.
Orcasitas en los años 2000 se convirtió en un barrio integrado en el contexto metropolitano desde el punto de vista urbanístico pero amenazado por procesos de exclusión social. Cuenta con un potente tejido asociativo encuadrado en el Foro por Orcasitas, que trabaja para que Orcasitas tenga un papel como barrio en la ciudad.
Orcasitas fue declarada como Buena Práctica Mundial en Participación Ciudadana por las Naciones Unidas. (Premios Dubái 2008).

## Nombres de las calles y plazas
Una vez concluida la planificación urbanística del barrio, los viales carecían de nombres a excepción de unos pocos como la Gran Avenida, el camino nuevo de Hormigueras o la ronda de Pozoblanco. Las direcciones que aparecían en las cartas estaban vinculadas a las manzanas, de la 1 a la 4; y luego por torres, de esta manera la dirección 305 correspondía a la manzana 3, torre 5. De esta forma aparecía en los contratos y en la correspondencia postal.
Con el primer ayuntamiento democrático de Tierno Galván, en una asamblea se propuso nombrar las calles y alguien, de forma espontánea, sugirió la idea de que sea con nombres relacionados con la lucha reciente de Orcasitas y la propuesta salió adelante. La mayoría de los nombres fueron aprobados en la sesión plenaria de julio de 1980 aunque a medida que fueron terminándose las fases se incorporaron nuevos nombres.
- Calle del Plan Parcial: El Plan Parcial para la remodelación de la zona, aprobado en 1971, incluía en su memoria que, una vez concluidas las obras, la vecindad, que habían sido realojados provisionalmente, ocuparía de nuevo las casas que allí se iban a construir.[17]
- Calle de la Expropiación: Se refiere a todo el proceso expropiatorio de las viviendas bajas y suelos valorados con justiprecio. Estos suelos fueron dedicados a la construcción de vivienda social de promoción pública absorbiendo núcleos chabolistas aledaños que fueron destinados a equipamientos públicos. Enrique Tierno Galván, dio el visto bueno a todos los nombres con una excepción: la calle de la "Despropiación", como popularmente llamó la vecindad al proceso de expropiación, se sustituyó por calle de la Expropiación.[18]Despropiación es como si dice en extremeño expropiación.[19]
- Plaza de las Promesas: Se refiere a las inmumerables promesas incumplidas y, a la vez, a las promesas sobre vivienda que hizo el entonces ministro Joaquín Garrigues.[20][21][22]
- Plaza del Movimiento Ciudadano: la construcción de todo el barrio, incluidos sus diferentes servicios, fue impulsado determinantemente por las vecinas y vecinos; de hecho se eligieron detalles de construcción internos a las viviendas y externos a las mismas.[23]
- Plaza de las Asambleas: La Asamblea, como instrumento de participación de la vecindad de Orcasitas para tomar decisiones colectivas después de debatir todos los aspectos de una cuestión.[24]
- Calle de la Participación: Se refiere a la participación de la vecindad en la creación del barrio.[25]El 13 de febrero de 1981 se aprobó la calle de la Participación.[16]

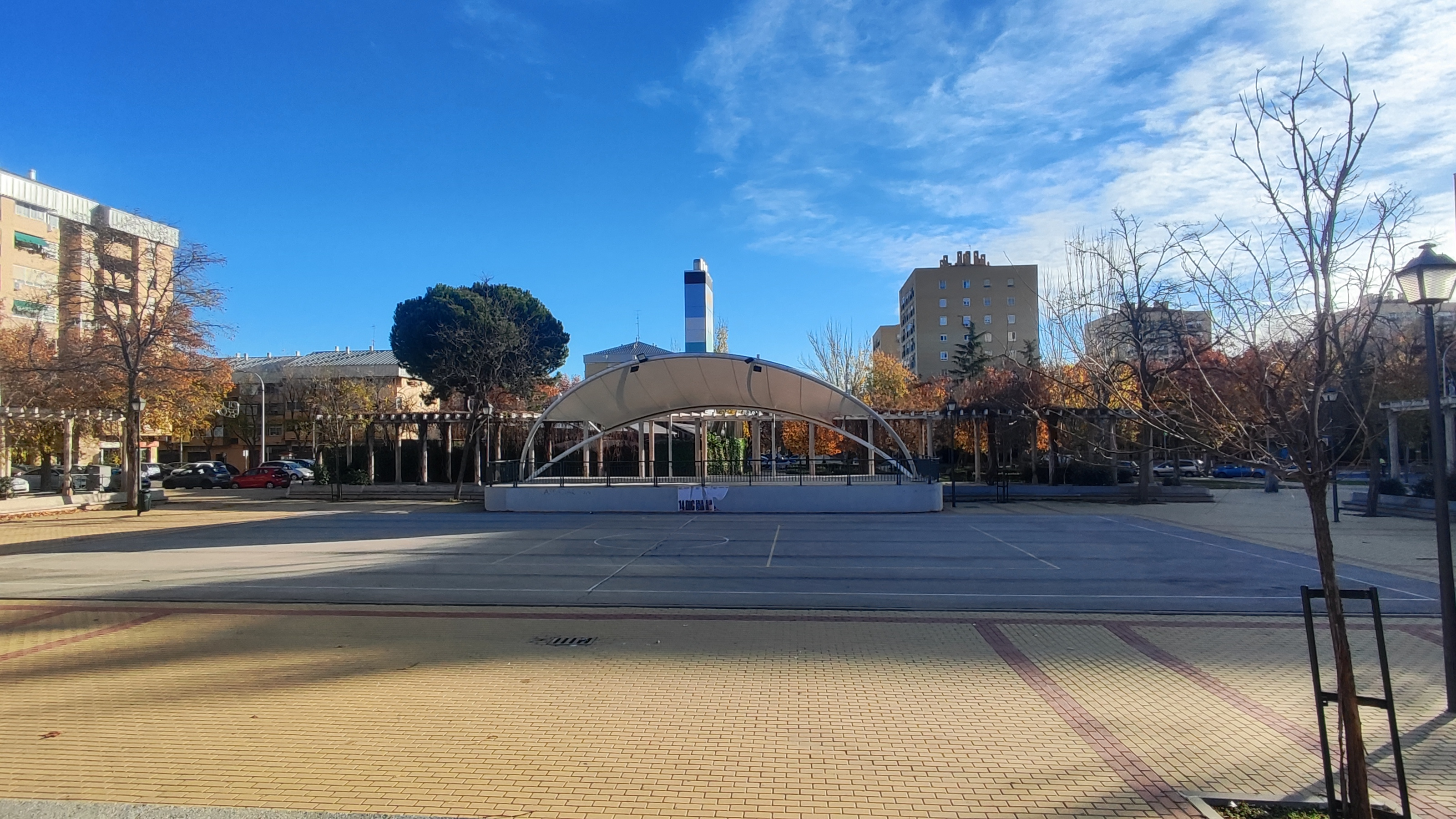
Plaza de la Asociación

- Plaza de la AsociaciónPlaza de la Asociación: Recibe su nombre del hecho de que en ella está ubicada la asociación vecinal. Es el centro neurálgico del barrio y el principal punto de encuentro para vecinos y vecinas. En ella se hacen todo tipo de eventos, como mítines políticos, actos culturales y deportivos.[26]
- Plaza de los Mil Delegados: hace referencia a la elección de delegados al inicio de los años setenta por cada una de las calles de la Meseta de Orcasitas, como formas de transmisión de la problemática vecinal entre asambleas. Iniciadas las obras de remodelación se transformaron en comisiones de seguimiento de las mismas y participaron en la configuración censal del barrio.[27]

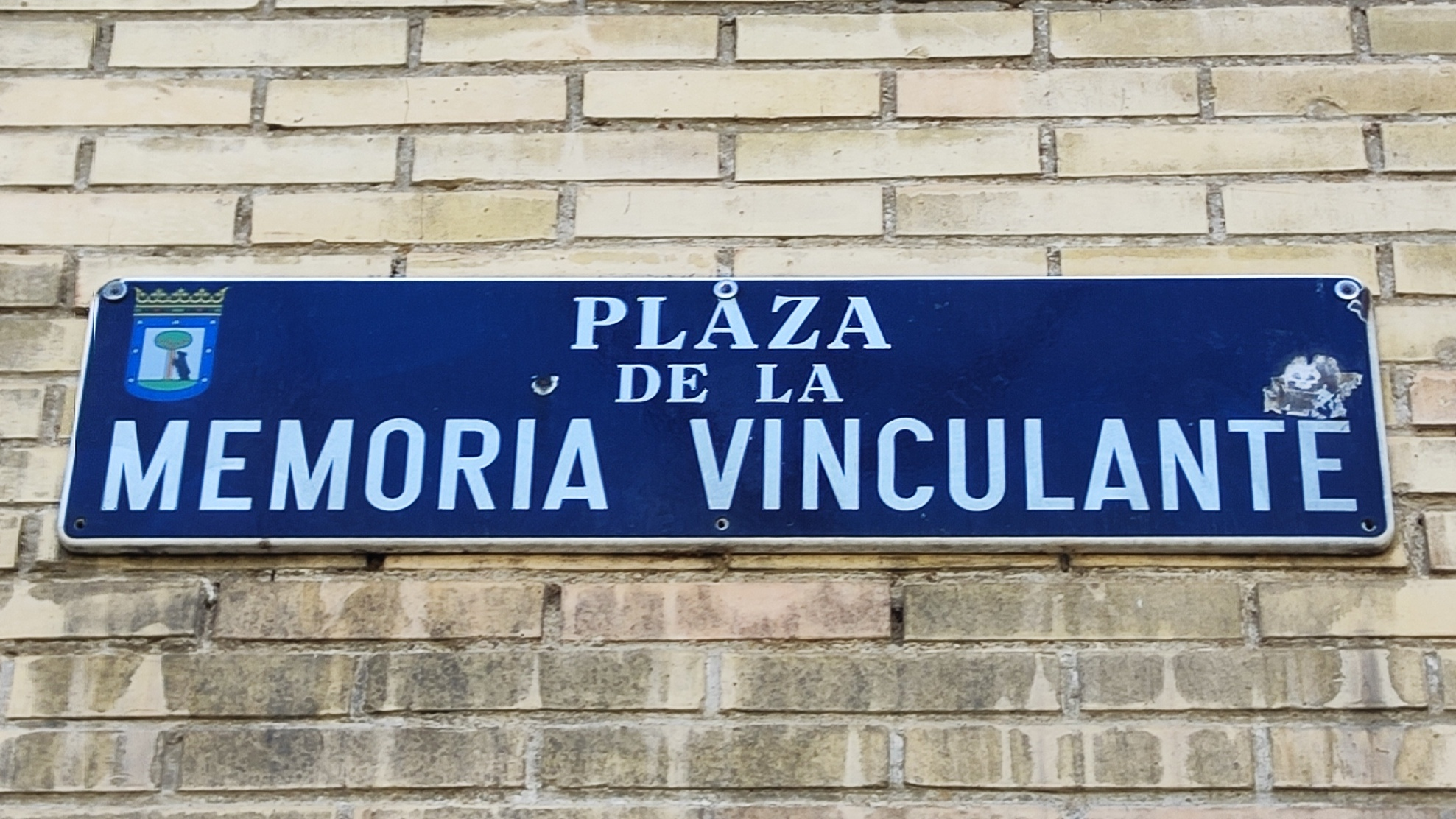
Rótulo de la plaza

- Rótulo de la plazaPlaza de la Memoria Vinculante: El Ayuntamiento de Madrid se negó a cumplir el compromiso del Plan Parcial. El 16 de junio de 1977, el Tribunal Supremo reconoció a la vecindad su derecho sobre los terrenos que durante décadas habitaron. La sentencia, conocida como "memoria vinculante", de 1973, sentó jurisprudencia y exigió que quienes vivían en poblados chabolistas e infraviviendas fueran alojados en su propio barrio, impidiendo así procesos de especulación con los terrenos. El abogado Eduardo García Enterría demostró que la memoria de los planes urbanísticos era un documento más del mismo y, por tanto, de obligado cumplimiento.[28][29]

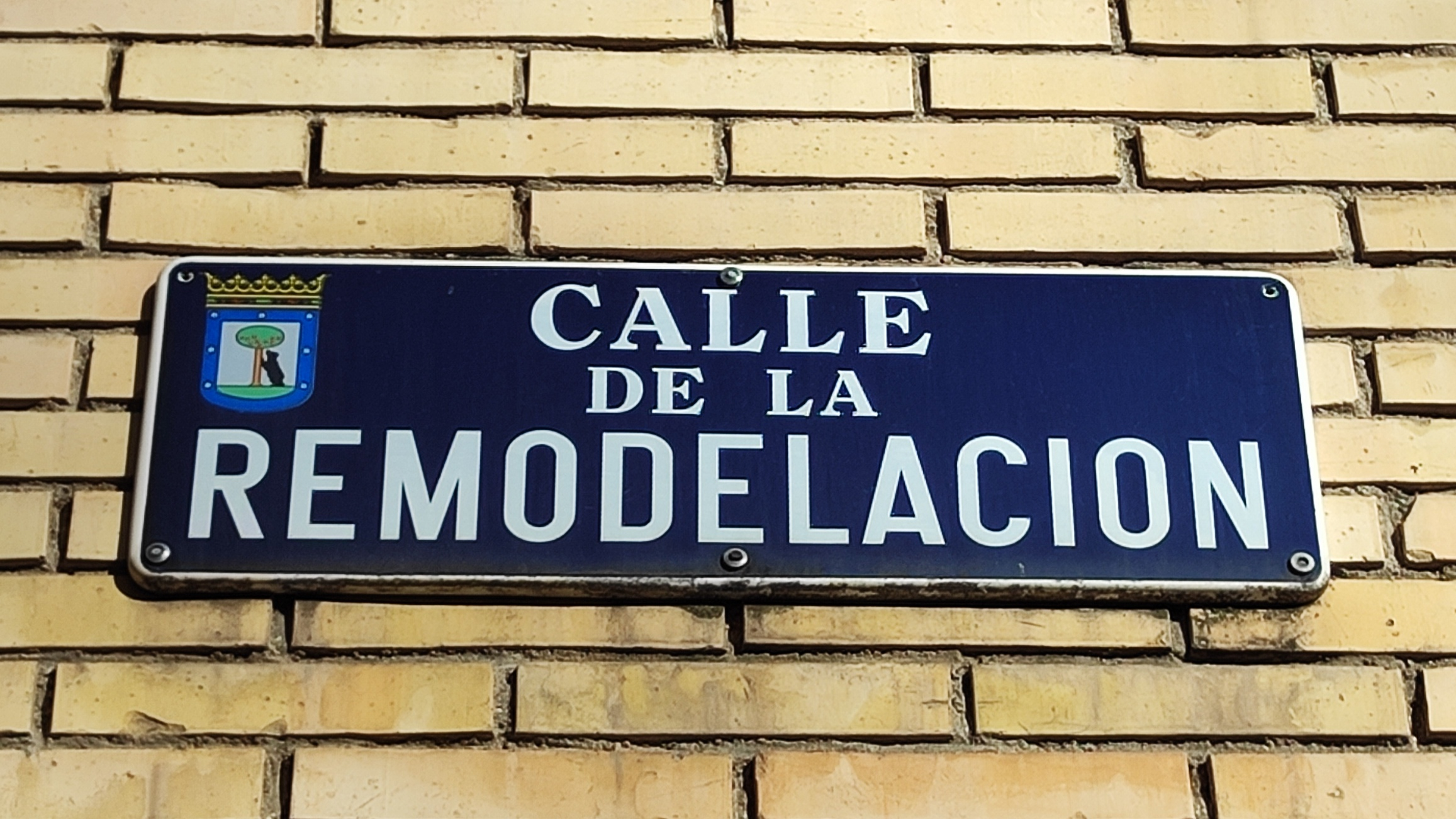
Rótulo de calle

- Rótulo de calleCalle de la Remodelación: El impulso y la inercia de las movilizaciones logró que se abriera un proceso de remodelación democrático y participativo. La vecindad decidió, a través de un proceso asambleario, cómo querían que fuera el diseño urbanístico del barrio y de sus casas. Y construyeron una maqueta de sus futuras casas para ver como quedaban, ya que los planos eran incomprensibles.[30]
- Plaza del Movimiento Ciudadano

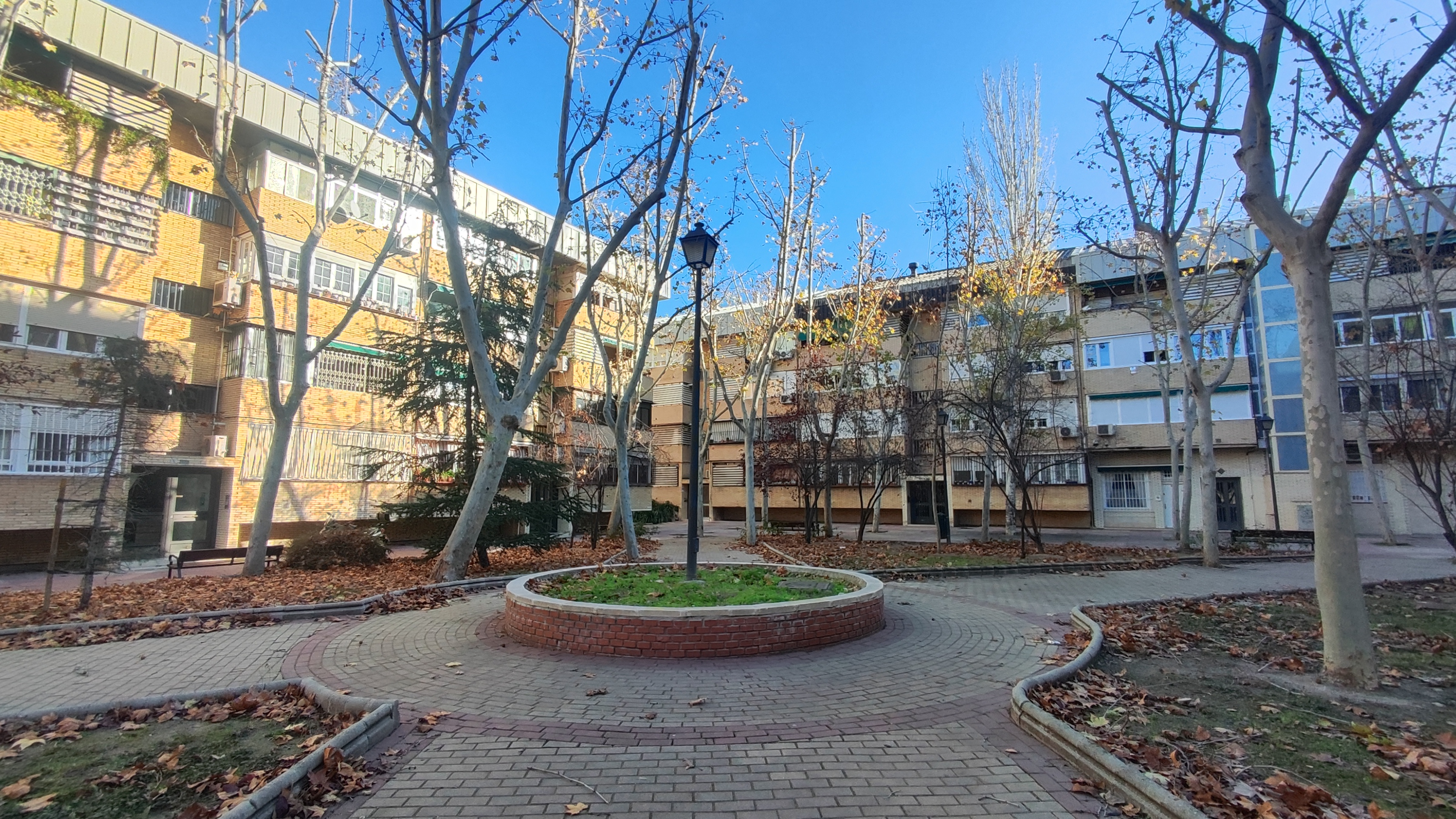
Plaza del Movimiento Ciudadano

- Calle Encierros: Cerca de cien vecinos se encerraron el 25 de abril de 1980, en las oficinas que la constructora Canales y Távora tenía en la calle de Juan de Mena, para exigir la entrega de doscientas viviendas de la zona que ya estaban terminadas y adjudicadas. Entrecanales era una de las dos constructoras de los bloques y se negaba a realizar la entrega de las viviendas hasta que el Ministerio de Obras Públicas y Urbanismo le abonase la realización de las obras. Los vecinos de Meseta de Orcasitas se encerraron cansados de esperar a que se resolviese el contencioso entre la empresa y el MOPU. Exigían la entrega de las viviendas con la máxima rapidez para evitar que éstas fuesen ocupadas ilegalmente, como había ocurrido en otras ocasiones y en diversas zonas de Madrid.[31]El nombre no gustó a Álvarez del Manzano y Ramón Tamames defendió la propuesta argumentando que igual que había una calle dedicada a la batalla de las Navas de Tolosa, la calle de los Encierros expresaba el método utilizado por la vecindad para sacar adelante sus propuestas y ganar la batalla de la remodelación del barrio. Y se aprobó.[15]
- Calle de los Retrasos: Lentitud administrativa, intereses de empresas constructoras, reivindicaciones laborales, etc., hicieron que el proceso de remodelación del barrio se alargara más de lo previsto. La vecindad, con sus protestas e iniciativas, lograron la resolución de los mismos y que 1986 culminase con la inauguración del nuevo barrio.[31]
- Calle del Censo: El periodo más difícil de la asamblea sucedió cuando se procedió al realojamiento de la población procedente de Pradolonguilo, Pradolongo, Rancho del Cordobés y Hormigueras. Era necesario evitar que hubiese gentes que, aprovechando el proceso, pretendieran obtener una vivienda de manera engañosa, haciéndose pasar por habitantes de los barrios a remodelar. En las asambleas, celebradas en el colegio Meseta con numerosa participación, la vecindad tuvo que reconocer en público a las familias que pretendían vivienda para poder llegar a un censo ajustado a la realidad. La Asociación Vecinal asumió un duro papel que en otros casos hubiera correspondido a las administraciones.[32]Nombre de calle asignado el 29 de marzo de 1985.[16]
- Calle de las Milquinientas: Hace referencia a la totalidad de las viviendas de la 2.ª fase. Manzanas 1, 2, 3 y 4, en total 1516 viviendas.[17]
- Ronda de las Cooperativas: En la década de los ochenta uno de los grandes problemas en Orcasitas, junto a la droga, fue el del desempleo y la baja cualificación laboral de sus residentes. La Asociación Vecinal impulsó la creación de empleo a través de Cooperativas, poniéndose en marcha algunas de ellas, como Serigrafía, o Confección y servicios comunitarios Orcasan. La cooperativa de Confección estuvo activa cerca de diez años y dio nombre a la Ronda de las Cooperativas, al estar situada en los bajos de uno de sus números.[17]

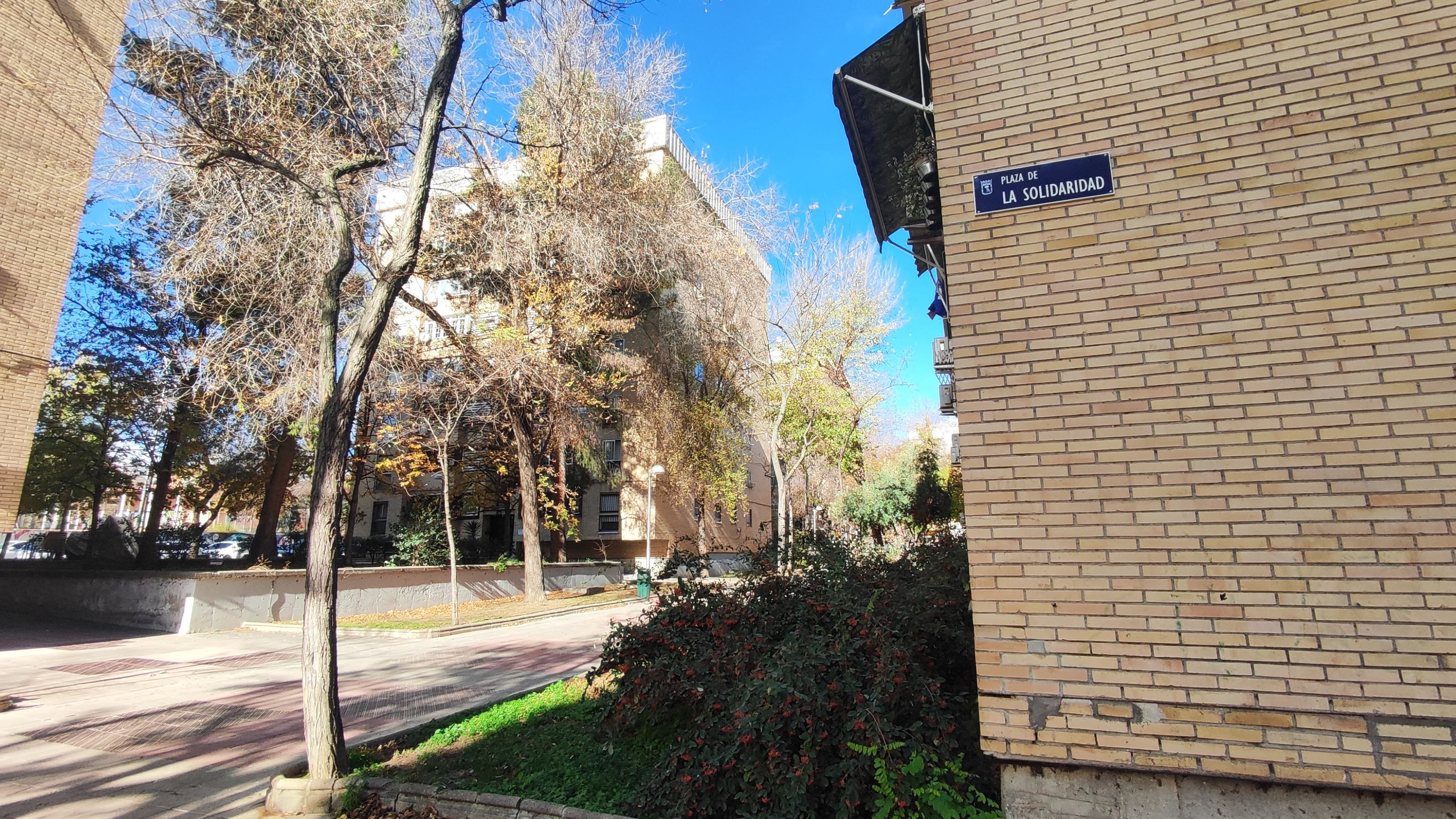
Plaza de la Solidaridad

- Plaza de la SolidaridadPlaza de la Solidaridad: Hace referencia a la unidad y apoyo mutuo para defender causas justas. Un barrio comprometido con los problemas de la sociedad, merece tener una plaza con este nombre.[33]
- Calle del Empleo juvenil: Eran necesarias políticas específicas favorables a la creación de empleo para la población joven.[33]

Al final del proceso, el 21 de marzo de 1986, se cambiaron los nombres de dos viales existentes: el camino nuevo de Hormigueras pasó a llamarse calle del Empleo Juvenil, y la ronda de Pozoblanco pasó a llamarse ronda de las Cooperativas porque para paliar el paro, se crearon diferentes cooperativas.También se quiso recordar en el callejero a las gentes que pasaron a formar parte del nuevo vecindario incorporando las calles del Rancho, Pradolongo y Pradolonguillo. Las únicas vías que mantuvieron el mismo nombre fue la Gran Avenida y la calle de Villaverde, que pasó a llamarse en 1980 calle del Camino Viejo de Villaverde, posiblemente el nombre más antiguo de todas porque ya aparecía en el callejero de 1928. Con la renovación del callejero se quiso romper con los malos recuerdos del pasado y mantener viva la llama de la lucha ciudadana a través de las placas de las calles. Atrás quedaron los nombres de Tres Hermanos, del Padre Paulino, de San Nicanor, de Francisco Municio, de Emilio Arias, de Juan José o de María Teresa, entre muchas, cargadas de recuerdos.

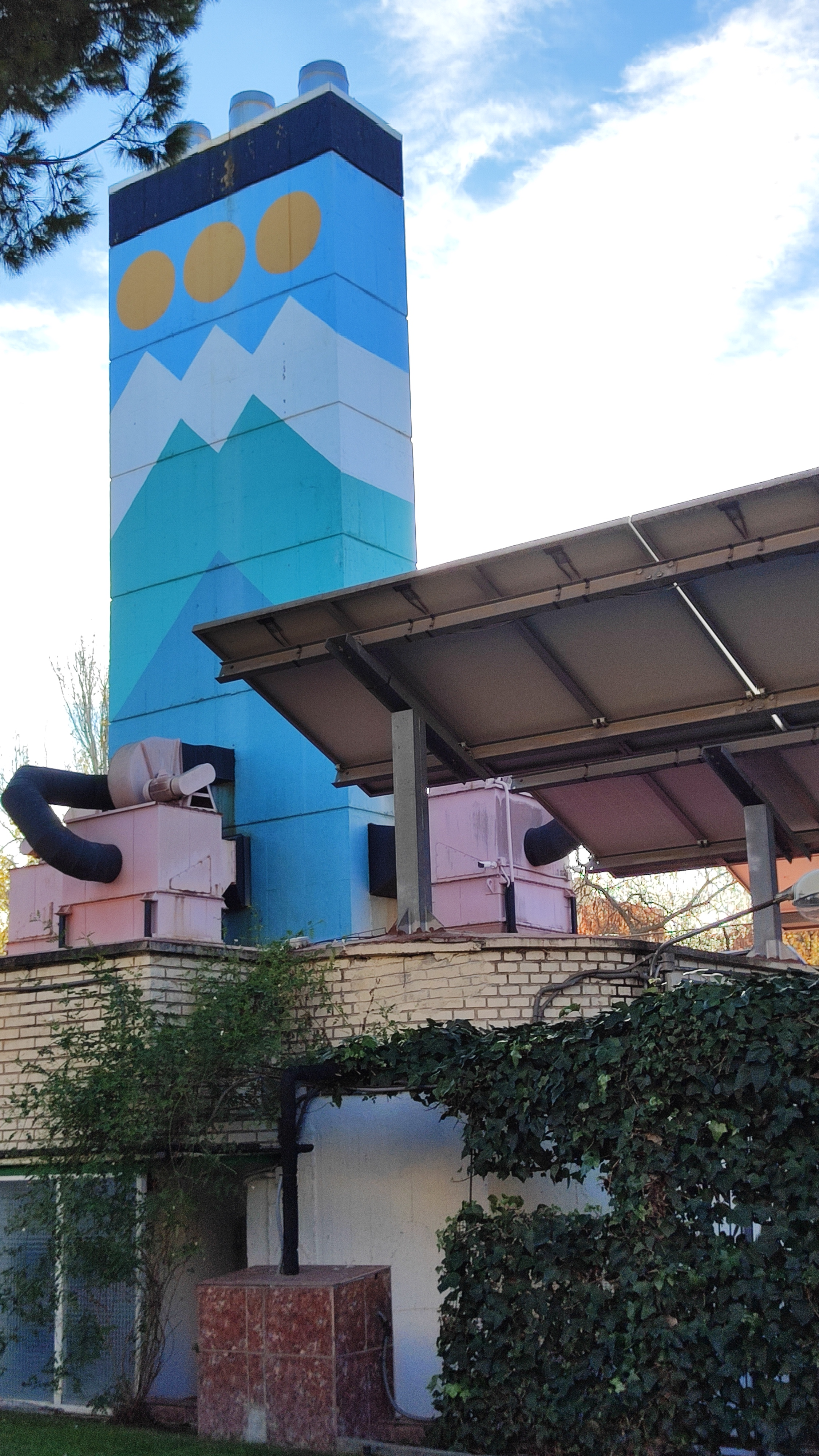
Central Térmica

## Equipamientos del barrio
- Central Térmica (1984) que suministra agua caliente a 2276 familias por un coste inferior a 40€ por vivienda.[34]
- Centro Cultural Meseta de Orcasitas.[35]
- Fundación Iniciativas Sur.[36] Conocida como Casa de Oficios de Orcasitas, para promocionar la cualificación laboral, programas de empleo e iniciativas de carácter social.[37]
- Espacio de Igualdad Berta Cáceres.[38]
- Centro de Salud de Orcasitas.[39]
- Escuela Municipal de Música Maestro Barbieri.[40]
- Parque Mujeres de Orcasitas.[41]

## Transportes

### Cercanías Madrid
La estación de Orcasitas  da servicio al barrio.

### Metro de Madrid
El barrio no cuenta con estaciones de metro. La más cercana es la de San Fermín-Orcasur (línea 3,
a la que se puede llegar mediante la línea 78 de EMT. También es interesante la conexión con la estación de Méndez Álvaro (L6) mediante la línea C-5 de Cercanías.

### Autobuses
El barrio es recorrido por las siguientes líneas de autobuses:
| Línea | Terminales                          |
| ----- | ----------------------------------- |
| 6     | Jacinto Benavente – Orcasitas       |
| 60    | Plaza de la Cebada – Orcasitas      |
| 78    | Embajadores – San Fermín            |
| 81    | Oporto – Hospital 12 de Octubre     |
| 116   | Embajadores – Villaverde Cruce      |
| 121   | Campamento – Hospital 12 de Octubre |
| 131   | Campamento – Villaverde Alto        |
| N15   | Cibeles – Hospital 12 de Octubre    |